# Felix (Almería)
Felix es una localidad y municipio español situado en la parte nororiental de la comarca del Poniente Almeriense, en la provincia de Almería, comunidad autónoma de Andalucía. El término municipal tiene una población de 770 habitantes (INE 2024).

## Toponimia
Aparece con la grafía Fenix, San Afliy, Sant Aflay y Sant Aqlay en textos históricos. Probablemente proceda de la raíz romance San Feliz.

## Geografía

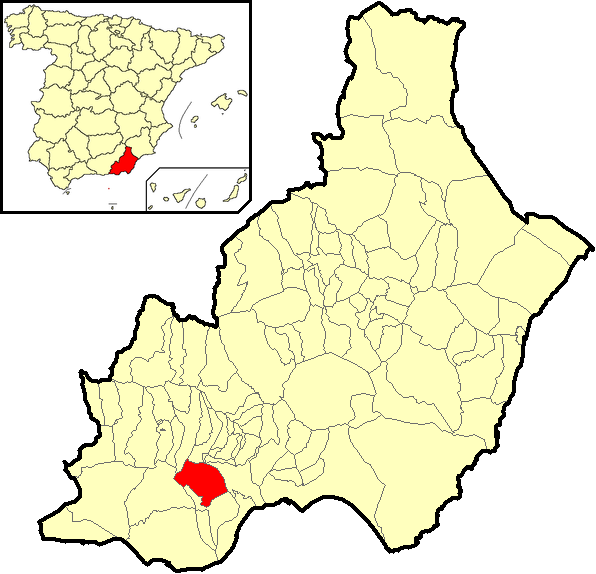
Extensión del municipio en la provincia de Almería

La localidad, único núcleo del término municipal, se encuentra situada a una altitud de 811 m sobre el nivel del mar y a 26 km de la capital de provincia, Almería.  
El municipio limita con los de Enix, Vícar, Dalías, Canjáyar, Instinción, Bentarique y Terque. 
El municipio se encuentra en la sierra de Gádor, que es una Zona Especial de Conservación (ZEC). 
| Noroeste: Canjáyar | Norte: Instinción | Noreste: Bentarique y Terque |
| Oeste: Dalías      |                   | Este: Enix (Almería)         |
| Suroeste: Vícar    | Sur: Vícar        | Sureste: Vícar               |

## Historia
Al Udri señala que la fortaleza de Felix pertenecía en el siglo VIII en la época de los omeyas a Zugayba, con influencia y política y militar en esta zona de la cora de Elviria.
En el siglo XI indican que la villa de Felix pertenecía al rey de Almería Almotacín. Durante el periodo nazarí era la capital de la Taha de Almexixar. En el siglo XIII contaba con un centenar de casas, el castillo de Felix y una mezquita, de hecho se conservan las ruinas de esta fortaleza.
Durante las repoblaciones de la segunda mitad del siglo XVI en Felix existió una guarnición acuartelada y un presidio para asegurar el tránsito por las Alpujarras y auxilio costero. El estado ruinoso del castillo de Santa Ana en Roquetas de Mar, el problema monfí, el desarme de la población y la despoblación durante la primera parte del siglo XVI ocasionó la despoblación de la Taha de Almexixar y el abandono de Enix y Vícar. Felix era la única villa poblada en esta época.  En 1568 durante la expulsión de los moriscos la población se alzó contra el mando del reino de Granada en el paraje denominado Cerro de las Matanzas. La repoblación no llega a realizarse de manera satisfactoria, quedando la comarca muy poco poblada.
Durante el siglo XVIII formaba parte los territorios del primer marqués de Casablanca.
Durante el siglo XIX existieron cinco fábricas de fundición del plomo obtenido en las explotaciones de sierra de Gádor. En 1836 se produjo la segregación de Vícar, que se constituyó como municipio.
Durante el siglo XX la población se traslada a las ciudades y centros industriales. A partir del último tercio del siglo XX se produce el auge de la agricultura intensiva en el Poniente Almeriense que absorbe población procedente de Felix y sus diseminados sobre todo a La Mojonera. En los últimos años la población se ha estabilizado por la mejora de las comunicaciones. En 1984 se segregó La Mojonera,  que se constituyó como municipio independiente.

## Demografía
Cuenta con una población de 770 habitantes (INE 2024).
| Gráfica de evolución demográfica de Felix entre 1842 y 2021 |
| |
| Población de derecho según los censos de población del INE. Población de hecho según los censos de población del INE.Entre el censo de 1991 y el anterior, disminuye el término del municipio porque independiza a 04903 (La Mojonera). |

## Comunicaciones
Por carretera, la AL-3401 lleva a la A-391 que enlaza con la A-7. De este modo, comunica con La Puebla de Vícar y Aguadulce en 20 minutos, con Almería en 25 y con El Ejido en 30.
En autobús la línea M-320 comunica con Almería por El Parador de las Hortichuelas.

## Economía
El sector primario es el que mayor riqueza y población emplea en explotaciones situadas en el Poniente. El cultivo del olivo y del almendro es testimonial.

### Evolución de la deuda viva municipal
| Gráfica de evolución de la deuda viva del Ayuntamiento de Felix entre 2008 y 2019                                |
| |
| Deuda viva del Ayuntamiento de Felix en miles de euros según datos del Ministerio de Hacienda y Función Pública. |

## Símbolos

### Escudo
De azur, un monte de oro, terrasado de sinople, fajado de una muralla almenada de gules y cargado de un creciente de azur y superado de una cruz de plata. Al timbre corona real española.

El escudo de Felix fue encargado en sesión extraordinaria de su Ayuntamiento pleno de 10 de febrero de 1987 al heraldista e historiador José Luis Ruz Márquez quien propuso el escudo descrito apoyándose en circunstancias dignas de ser reflejadas en el escudo municipal. El monte, la muralla y el creciente en recuerdo del llamado cerro de la Matanza, convertido en desesperada fortaleza por la población morisca en la sublevación de 1568. Mientras la cruz hace mención a la repoblación cristiana, el terrasado representa la condición agrícola del término. Circunstancias todas recogidas por el autor en un extenso informe histórico.

## Política

### Alcaldes
| Periodo   | Nombre                                                                        | Partido   |
| --------- | ----------------------------------------------------------------------------- | --------- |
| 1979-1983 | Francisco García López                                                        | PSOE      |
| 1983-1987 | Gabriel Escobar Maldonado (1983-1984) José María Sánchez Vizcaíno (1984-1987) | PSOE Ind. |
| 1987-1991 | José María Sánchez Vizcaíno                                                   | PSOE      |
| 1991-1995 | Juan Amat Magán                                                               | PSOE      |
| 1995-1999 | Juan Amat Magán                                                               | PSOE      |
| 1999-2003 | Juan Amat Magán                                                               | PSOE      |
| 2003-2007 | Francisco Céspedes García                                                     | PSOE      |
| 2007-2011 | Francisco Céspedes García (2007-2009) Francisco Flores Cano (2009-2011)       | PSOE PAL  |
| 2011-2015 | Baldomero Martínez Carretero                                                  | PP        |
| 2015-2019 | Baldomero Martínez Carretero                                                  | PP        |
| 2019-2023 | Gabriel Magán Cañadas (2019-2021) Baldomero Martínez Carretero (2021-2023)    | PSOE PP   |
| 2023-act. | Baldomero Martínez Carretero                                                  | PP        |

### Plan territorial de emergencia local
El municipio de Felix todavía no cuenta con un PTEL que cumpla con la Ley 5/2010 sobre autonomía local.

## Servicios públicos

### Educación
El municipio cuenta con un colegio público rural, el CPR San Roque, al que también acuden los alumnos de Enix, y que ha reabierto en 2023 tras 36 años cerrado por falta de alumnos.

### Sanidad
El municipio cuenta con un consultorio, dependiente del Hospital de Poniente-El Ejido, que da servicio de lunes a viernes.

## Cultura

### Patrimonio

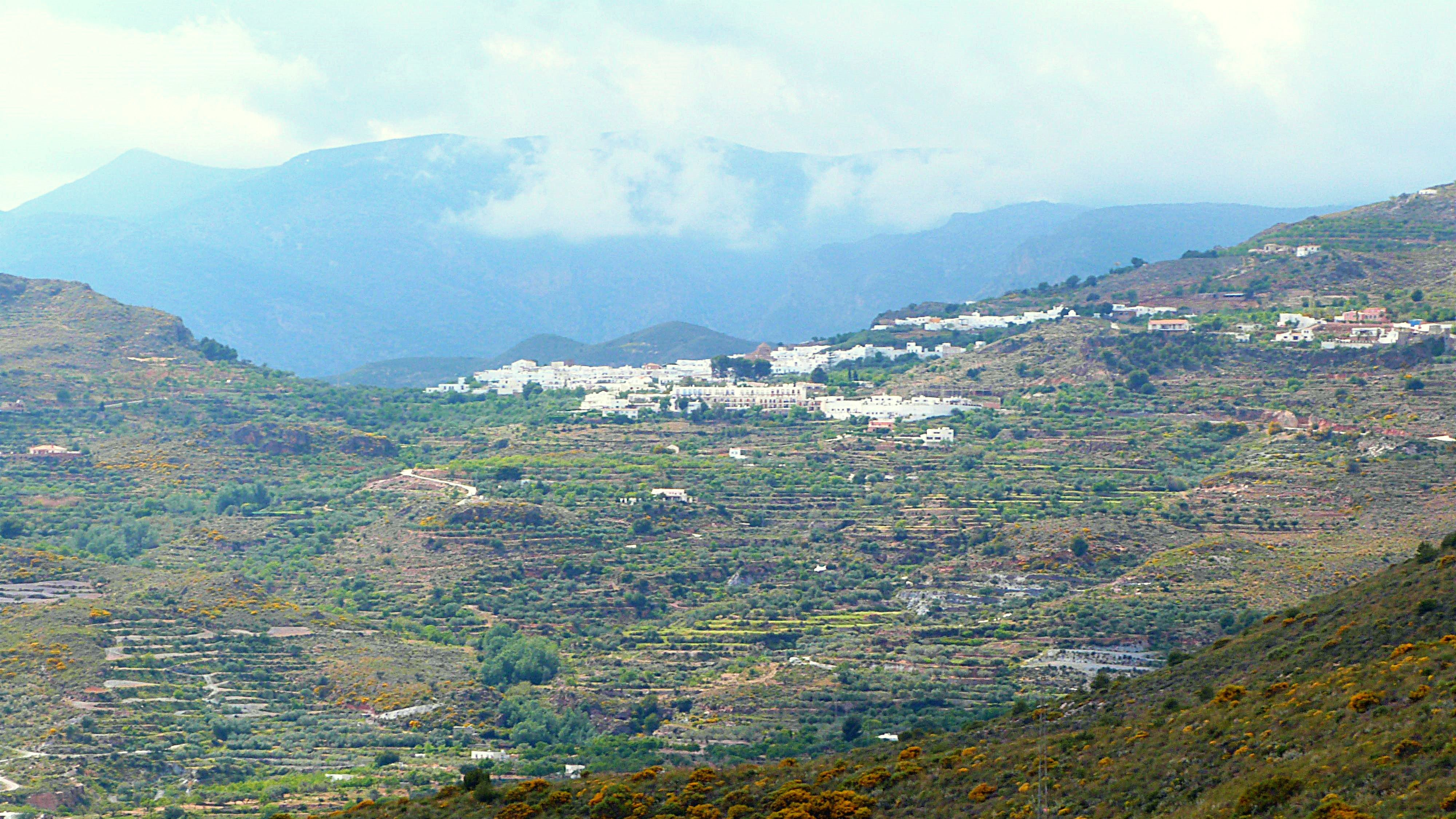
Vista de Felix

#### Castillo de Felix
Bien de Interés Cultural desde 1993. Data del siglo XI. Según los relatos de Al Udri fue propiedad en época de los omeyas del siglo VIII de Zugayba, bisabuelo del rey de Granada Abd Allah. Ha sido recientemente restaurado. Cuenta con un mirador panorámico que sobre la bahía de Almería que alcanza desde Cabo de Gata hasta la el Poniente Almeriense.

#### Iglesia de la Encarnación

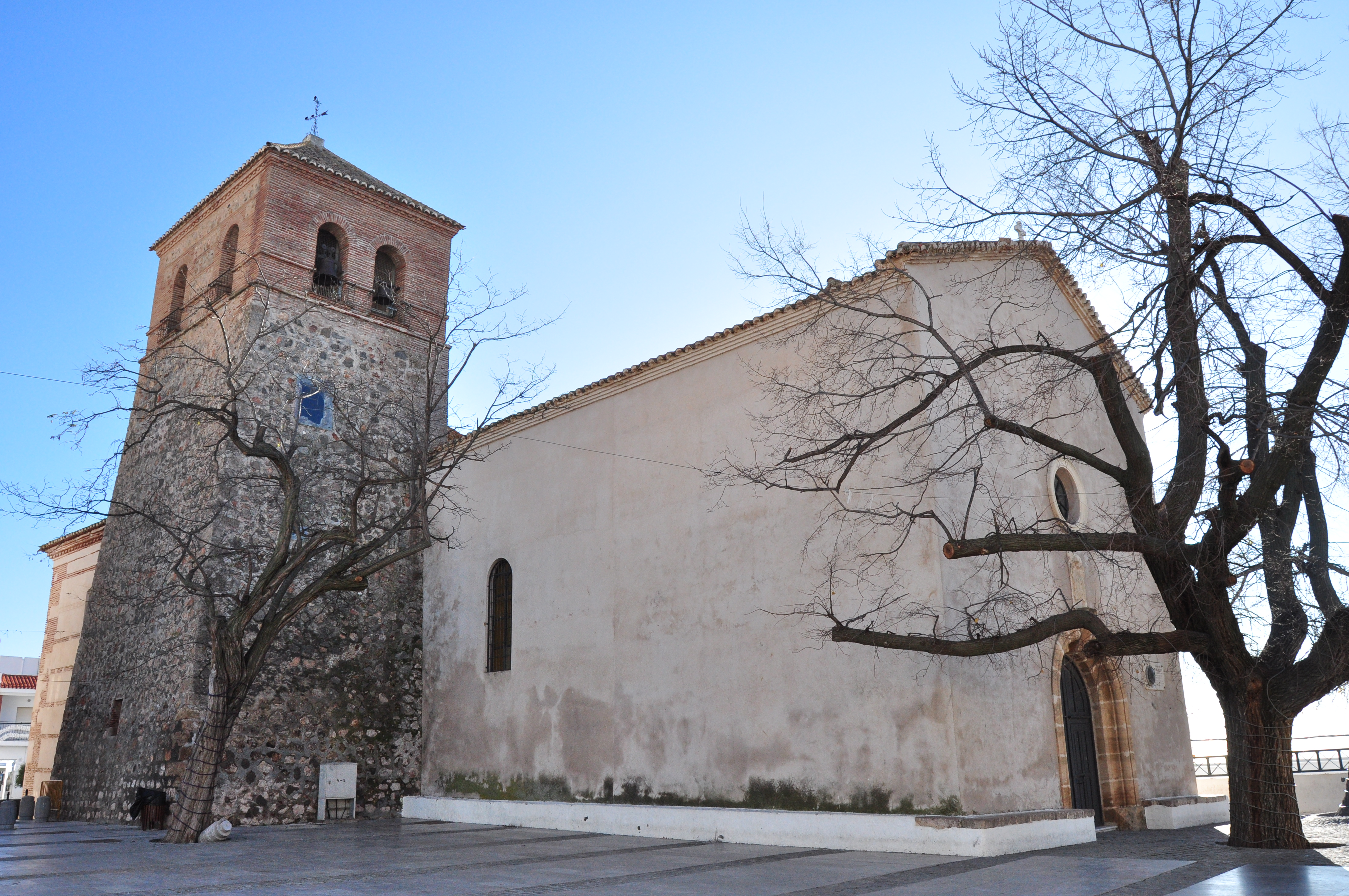
Parroquia de la Encarnación, en Felix

Del siglo XVI en estilo mudéjar. Se efectúan reformas en el siglo XVII y siglo XVIII y a finales del siglo XX por el hundimiento de la nave central.
- Los Letreros: A pesar de no ser una fiesta en sí misma, es costumbre escribir letreros por las paredes de las casas en la noche del Domingo de Resurrección (último día de Semana Santa), para expresar públicamente ideas de todo tipo que por algún motivo destacan. Por la mañana de este mismo día, grupos de amigos y familiares se desplazan hasta la sierra (El Pozuelo, Bérchul...) donde pasan el día cocinando, comiendo y divirtiéndose.
- San Marcos: El segundo patrón del pueblo es San Marcos. En su honor tiene lugar una celebración con procesión a caballo incluida y aperitivos en la plaza de la Iglesia el día 25 de abril.
- Los Chapuzones de San Juan: En la noche de San Juan tienen lugar los chapuzones. En esta celebración, a las doce de la noche del día 23 de junio, jóvenes y mayores se mojan la cabeza en la fuente del pueblo para tener suerte el resto del año.
- La festividad de San Roque, patrón de Felixː 15 y 16 de agosto,  siendo su origen anterior al siglo XX.
- Las Castañas: El día uno de noviembre, coincidiendo con la celebración del día de Todos los Santos, los amigos y amigas se reúnen para cenar y comer castañas (fruto común en el otoño).

### Gastronomía
La gastronomía representa la cultura de un pueblo. Está influenciada por el clima, la economía, los recursos naturales del lugar, las estaciones del año y las festividades religiosas.
Aunque su gastronomía y repostería son variadas, como en tantos pueblos alpujarreños, sus productos no pueden ser adquiridos en los comercios, ya que son de fabricación exclusivamente familiar, a excepción del pan de aceite y diversas clases de roscos, que pueden ser comprados en las dos panaderías existentes en el pueblo.
Entre los platos típicos destacan: los "gurullos", el trigo "pelao", el arroz en "colorao", el cocido, las migas de sémola, las tarvinas, las acelgas esparragás, las gachas "colorás", el conejo al ajillo, el ajoblanco, el "al-cuzcuz" (comida de origen árabe).
En cuanto a la repostería típica podemos hablar del pan de mosto, el pan de aceite, los típicos borrachillos, la leche frita, el arroz con leche, los roscos y los tortos caseros (elaborados con masa de pan).
Al acercarse Semana Santa, la gente del pueblo prepara roscos, arroz con leche, borrachillos de repostería, y comidas típicas en estos días: potajes de garbanzos y habichuelas con bacalao, pipirrana o bacalao con tomate.
El vino rosado producido en el pueblo tiene gran aceptación por su excelente calidad y sabor.

### Otros puntos de interés
Destacan los siguientes:
- Ermita situada frente al cerro de la Matanza
- Molinos, entre ellos el molino de Luis Faba
- Puente del Barranquillo.
- Lomas de Jitar
- Fuente del Pilar[16]
- Aljibe Venta Menea
- Asomadilla de Bérchul
- Cueva de los Moros.
- Acueducto de Carcauz

## En las artes y la cultura popular
Fue uno de los escenarios de rodaje de la película Conan El Bárbaro, estrenada en 1982.